# Ion Constantinescu (Radsportler)
Ion Constantinescu (* im 20. Jahrhundert) ist ein ehemaliger rumänischer Radrennfahrer und nationaler Meister im Radsport. 

## Sportliche Laufbahn
Constantinescu war Straßenradsportler. 1956 siegte er in der nationalen Meisterschaft im Straßenrennen vor Constantin Dumitrescu. In der Rumänien-Rundfahrt 1954 gewann er eine Etappe. 
An der Internationalen Friedensfahrt nahm 1954 teil und wurde 54. Im Endklassement. 